# Festival do Moqueado
O Festival do Moqueado é uma das fases da Festa da Menina-Moça do povo indígena Tenetehar-Tembé na território do Alto Rio Guamá. É o último momento desse ritual de passagem dos Tembé, em que rapazes e moças deixam a infância e tornam-se adultos, ou seja, em "gente verdadeira" na visão indígena.
Nesta fase são preparadas as carnes de certos animais silvestres, obtidos por caça, que serão consumidas pela comunidade após passarem pelo processo de moqueagem, o qual é feito pelas mulheres mais velhas. Este momento marca também o fim das restrições alimentares das moças.